# 승마연년
승마연년(乘馬延年, ? ~ ?)은 전한 후기의 관료이다.

## 행적
하평 3년(기원전 26년), 황하가 다시 평원에서 범람하여 제남·천승까지 흘러들어갔다. 두흠의 추천으로 간대부(諫大夫) 승마연년은 광록대부 왕연세·승상사(丞相史) 양언(楊焉)·장작대장 허상과 함께 치수를 시작했고, 6개월 만에 일을 끝냈다. 이후 장작대장이 되어, 공로를 인정받아 관질이 중이천석에 이르렀다.
성제 시기에 장작대장을 지낸 인물로는 허상 · 해만년 · 이장이 있는데, 이장과의 선후관계는 알 수 없다.

## 출전
- 반고, 《한서》 권29 구혁지(溝洫志) · 권70 부상정감진단전(傅常鄭甘陳段傳)

| 전임 (사실상) 허상 | 전한의 장작대장 (성제 시기) | 후임 (사실상) 해만년 |